# Tragedia de Charat de 2019
La tragedia de Charat de 2019 se refiere a un accidente automovilístico ocurrido el 12 de noviembre en la provincia de Otuzco, al norte del departamento de La Libertad - Perú. El resultado fue de 19 muertos y 25 heridos.

## Desarrollo
Un bus interprovincial de la empresa Irbusa, con 30 pasajeros a bordo, que cubría la ruta entre las ciudades de Callanca y Trujillo, a las 3 de la madrugada (hora peruana), sobre la Ruta nacional PE-1N del distrito de Charat, se desvió y cayó a una pendiente de 300 metros en el límite de la autopista. Miembros de la Policía Nacional del Perú trasladaron los cadáveres y sobrevivientes a la ciudad de Trujillo. Para el cuerpo policial, una causa del accidente pudo ser la densa neblina que se presenta en el área.

### Víctimas
Según el conteo total, hay 19 muertos y 25 heridos.
| Víctimas según La República |
| --- |
| Fallecidos: Corina Núñez Mantilla, Sheyla Amaya Rodríguez, Lucho Rodríguez Cuadra, Américo Varas Benavides, Cecilia Luján Alfaro, Sheyla Castillo Corcuera, Marino Silvestre Floreano, Rudy Hugo Zavaleta, Alesia Floreano Luján, María Elza Gonzales Roldán y un bebé de cinco meses aún no identificado.                                                                                |
| Heridos: Jhonny Mendoza Valdez (47), Jonathan Espinoza Perez (32), Juan Carlos Mendoza Zavaleta (21), Walter Portilla Gil (21), Mónica Yrene La Flora Romero (25), Kasandra Amaya Rodríguez (20), Francia Laisa Verea (31), Rodrigo Flores Luján (8), Jhon Mantilla Luján (29), Analí Cabrera Avalos (21), Valeria Silva Amaya (4), Antenor Amaya Gonzales (69), y Jorge Pomar Durán (65) |

## Situación judicial
El 16 de noviembre el Poder Judicial del Perú dictó diez meses de prisión para Jhon Mantilla Luján (29), conductor del auto y acusado por homicidio culposo:

El factor predominante fue la acción del conductor al desplazar su unidad a una velocidad que resultó mayor a la razonable, sobre todo para las circunstancias del momento y lugar, ya que se presentaba una densa neblina; además del mal estado de la carretera y el exceso de pasajeros. Todo ello ha sido corroborado por peritos de la Policía Nacional.